# Université Paris-Descartes
A Université Paris-Descartes foi uma universidade pública de pesquisa em Paris, operando de 1971 a 2019.
Em 2020, fundiu-se com a Universidade Paris VII na nova Universidade Paris Cité.

## Professor famoso
- Henry de Holanda Campos, médico, professor, e ex-reitor da Universidade Federal do Ceará
- Michel Maffesoli, um sociólogo francês conhecido sobretudo pela popularização do conceito de tribo urbana

## Graduados famosos
- Andrei Netto, um jornalista e escritor brasileiro
- Danielle Perin Rocha Pitta, uma antropóloga franco-brasileira conhecida sobretudo por ter introduzido no Brasil a Teoria do Imaginário de Gilbert Durand, em 1974